# Hornum (Vesthimmerlands Kommune)
 For alternative betydninger, se Hornum. (Se også artikler, som begynder med Hornum)
Hornum er en by i det vestlige Himmerland med 926 indbyggere  (2025), beliggende 11 km nordøst for Farsø, 21 km sydøst for Løgstør, 23 km sydvest for Nibe og 9 km nordvest for Aars. Byen hører til Vesthimmerlands Kommune og ligger i Region Nordjylland. I 1970-2006 hørte byen til Aars Kommune.
Hornum ligger i Ulstrup Sogn. Ulstrup Kirke, der også kaldes Hornum-Ulstrup Kirke, ligger lidt syd for byen ved den gamle landsby Ulstrup.

## Faciliteter
- Hornum Skole har 186 elever, fordelt på 0.-9. klassetrin.[2]
- Hornum Børnehave på Hvalpsundvej er normeret til 60 børn. Den blev dannet i slutningen af 2016 ved sammenlægning af børnehaverne på Elmevej (oprettet i 1974) og Kirkevej (oprettet i 1994).[3] Disse børnehaver blev i 2018 slået sammen til en stor børnehave, på det nedlagte plejecenter.
- Modeljernbaneforening i den gamle stationsbygning
- Hornum Idrætsforening blev stiftet i 1903 som fodboldklub, men tilbyder nu også badminton i Hornum Hallen, hvor Søttrup Gymnastikforening tilbyder gymnastik og Blære/Hornum Håndboldklub tilbyder håndbold.
- I den nordlige del af byen ligger Søttrup Frimenighedskirke, hvis menighed er nedlagt. Kirken er nu omdannet til Kulturhus Søttrup med en bred vifte af kulturelle arrangementer.[4]
- Byen har en borgerforening.[5] og mange andre foreninger, bl.a. lokalhistorisk forening, rideklub og Værestedet, der benyttes til klub og arrangementer af alle aldre.[6]
- Byen har Dagli'Brugs, tankstation, Hornum Kro, pizzeria, cafe, Kulturhus, lokalhistorisk arkiv, historiske bygninger
- Den vestlige del af Hærvejen går igennem Hornum og Hornum Station er (2024) under renovering til at huse overnattende gæster i en autentisk atmosfære med museumseffekter.[7]
- Lige uden for Hornum by, ligger Hornum-Ulstrup rideklub.
- 2 offentlige legepladser

## Historie

### Stationsbyen
Ulstrup fik jernbanestation på Himmerlandsbanerne, der blev åbnet i 1893. Men da der i forvejen var en Ulstrup Station på Langå-Struer-banen, fik stationen navnet Hornum. Stationen havde to krydsningsspor samt læssevej med blindspor i hver ende.
I 1901 blev byen beskrevet således: "Ulstrup, ved Landevejen, med Kirke, Præstegd., Skole, Andelsmejeri, Kro, Markedsplads (Marked i Jan., Marts, Juli, Sept. og Decb.) og, i Nærheden, Hornum Stationsby med Jærnbanestation, Telegrafst. og Postekspedition". Det lave målebordsblad fra 1900-tallet viser, at der senere også kom lægebolig, jordemoderhus og elværk.
Persontrafikken på strækningen Hobro-Løgstør ophørte i 1966, men Hornum havde stadig ekspedition af gods, da godstrafikken på strækningen Viborg-Løgstør fortsatte til 1999. Sporet blev taget op i 2006, så man kunne anlægge cykel- og vandreruten Himmerlandsstien.
Stationsbygningen, der blev udvidet flere gange og efter den seneste udvidelse i 1934 var omtrent dobbelt så stor som banens øvrige stationsbygninger, er velbevaret og har stadig sit stationsskilt. Den ligger på Jernbanegade 3 og rummer Himmerlands Jernbanemuseum, lokalhistorisk arkiv og en modeljernbane.

### Forsøgsstationen
Hornum Gødning blev udviklet af Finn Knoblauch til gødskning af planteskoleplanter i potter ved Statens forsøgsstation Hornum, som blev oprettet i 1916 og nedlagt i 1992. På Hornum blev der arbejdet med gartneri, frugtbuske, frugttræer og planteskole. Forstandere var Hakon Sørensen, Hans Christensen og Inge Groven.

### Ulstruplund
Plejecentret Ulstruplund, der blev opført i 1957 og havde 30 boliger, blev i 2015 nedlagt fordi Vesthimmerlands Kommune havde overkapacitet af plejeboliger.